# Saint-Victor-l'Abbaye
Saint-Victor-l’Abbaye là một xã thuộc tỉnh Seine-Maritime trong vùng Normandie miền bắc nước Pháp.

## Dân số
| 1962                                            | 1968 | 1975 | 1982 | 1990 | 1999 | 2006 |
| ----------------------------------------------- | ---- | ---- | ---- | ---- | ---- | ---- |
| 537                                             | 558  | 573  | 575  | 569  | 624  | 633  |
| Starting in 1962: Population without duplicates |      |      |      |      |      |      |